# Conceveiba parvifolia
Conceveiba parvifolia är en törelväxtart som beskrevs av Mcpherson. Conceveiba parvifolia ingår i släktet Conceveiba och familjen törelväxter. Inga underarter finns listade i Catalogue of Life.